# Alloplasta kondara
Alloplasta kondara là một loài tò vò trong họ Ichneumonidae.